# Agricultura sostenida por la comunidad

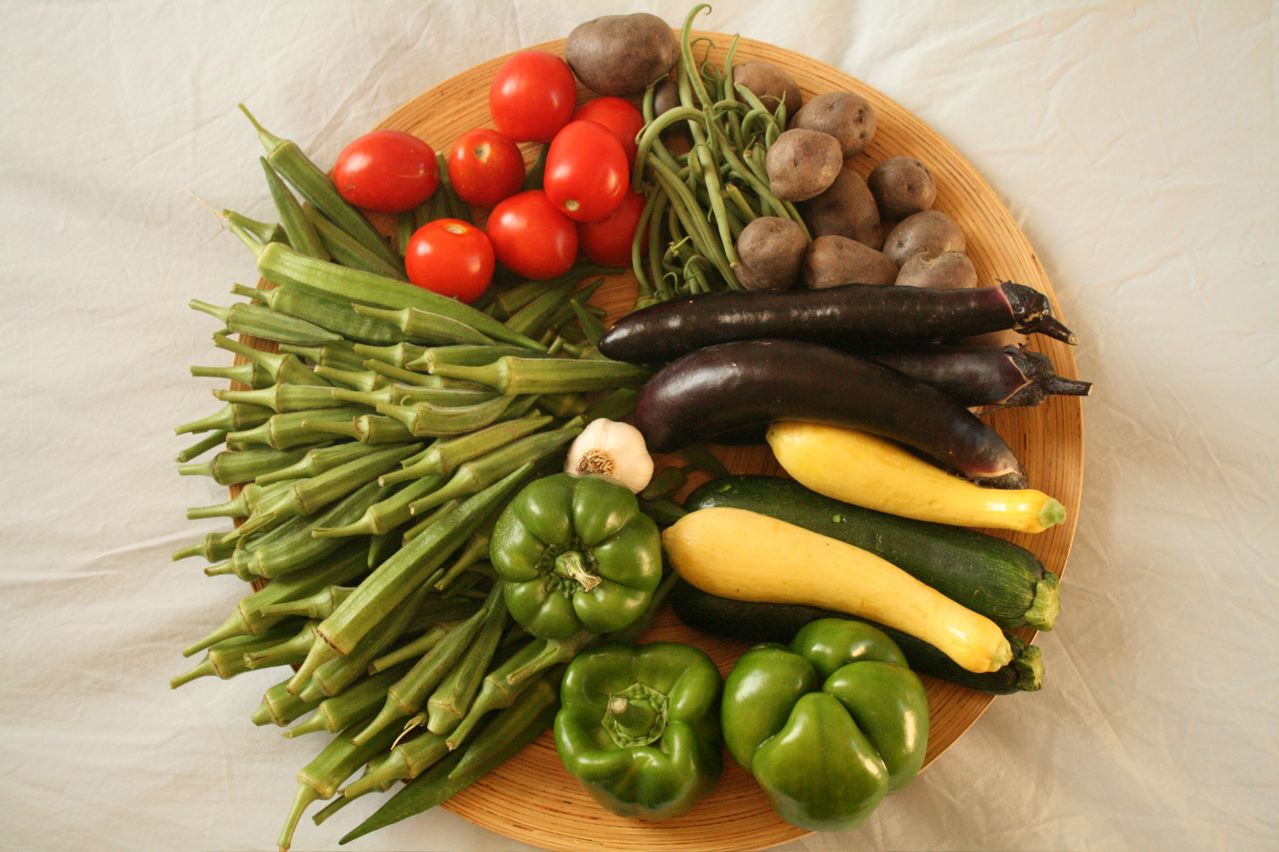
Un lote semanal de hortalizas proveniente de la agricultura sostenida por la comunidad.

La agricultura sostenida por la comunidad es un modelo socioeconómico relativamente nuevo de producir alimento y de organizar la distribución y las ventas, apuntando a aumentar la calidad de los alimentos y el cuidado dado a la tierra, las plantas y animales- mientras se reducen sustancialmente los desperdicios de comida y los riesgos financieros para los productores. Es también un método para que los pequeños granjeros y campesinos tengan un mercado cerrado exitoso en pequeña escala. Se enfoca en un sistema de recolecta y entrega semanal de vegetales, frutas, verduras, hortalizas, a veces también flores, y hasta leche o carne. Una filosofía central del modelo de ASC es que los consumidores (o “miembros”) realmente apoyan su granja CSA local al compartir el riesgo con cada temporada. 
Esta clase de agricultura funciona con un grado mucho mayor que el usual de involucración de los consumidores, de manera que sea muy fuerte la relación consumidor-productor. El diseño de base incluye desarrollar un grupo cohesionado de consumidores que esté dispuestos a financiar el presupuesto de una estación entera para conseguir alimentos de calidad e igualmente un grupo comprometido de productores.  El sistema tiene muchas variaciones, en cuanto a cómo el presupuesto de la granja es apoyado por los consumidores y cómo los productores entregan los alimentos, y por lo mismo, en cuanto a los niveles de riesgo compartido entre productores y consumidores. Estimula la capacitación de agricultores jóvenes, educación de los jóvenes sobre la importancia de producir sus propios alimentos y en cuestiones relacionadas con la conservación del suelo y agua, y la contribución de la CSA para permitir el acceso de alimentos de buena calidad a familias de bajos ingresos.

El sistema nació en la década de 1960 en Japón, Alemania y Suiza, como respuesta a los problemas de la alimentación sana y de la urbanización de los suelos agrícolas. Posteriormente se extendió a Estados Unidos y Canadá, donde se ha formalizado unos 1500 grupos de productores-consumidores, conocidas como Community-supported agriculture CSA, el cual se especializa en productos orgánicos. También se han conformado grupos similares en Holanda, Dinamarca, Hungría, Portugal, Australia, Nueva Zelandia, Ghana, República Checa  y otros países. Actualmente 17 millones de japoneses participan del sistema teikei 提携 Archivado el 31 de marzo de 2012 en Wayback Machine. para asegurarse comida fresca y sana mediante un sistema de intercambio y distribución diferente al mercado convencional. En Francia desde 2001 existe una asociación para mantener la agricultura campesina AMAP agrupadas desde 2010 en el MIRAMAP es el Movimiento Interregional de la AMAP, que extiende sus objetivos a la solidaridad con el movimiento campesino de la Confédération Paysanne. 